# أطول الرحلات الجوية
على مر ألزمن، أنشأت شركات الطيران التجارية عددا من الرحلات المنتظمة بعيدة المدى وبدون توقف.
تغطي هذه المقالة أطول الرحلات الجوية بينهم. تعمل هذه المسارات الطويلة بشكل استثنائي على تقليل وقت السفر بين أزواج من المدن المتباعدة وكذلك عدد التوقفات اللازمة لسفر الركاب، مما يزيد من راحة الركاب. يمكن أن يساهم اختيار إدارة الرحلات الطويلة لشركة طيران في بناء علامة تجارية فضلا عن الولاء بين مجموعة من المسافرين. وبالتالي، هناك منافسة بين شركات الطيران لتحقيق أطول رحلة طيران.

## تعريف
يمكن تعريف طول الرحلات بشتى الطرق . عادةً، يتم استخدام مسافة الدائرة العظمى ما بين الأصل والوجهة، لكن تتضمن المقاييس البديلة مدة الرحلة الجوية، والمسافة الفعلية للطيران ( عندما يكون المسار طويل فيمكن استخدام التيار النفاث لتخفيض وقت السفر الكلي ). وايضاً، يتم استخدام هذا المصطلح بشكل شائع للمقارنة بين الرحلات الجوية التي لا تتوقف، والرحلات الجوية المباشرة ذات التوقف ( عدد الطيران ذاته يستخدم في الرحلات الكاملة ) ويمكن كذلك مقارنتها في بعض الحالات.
هناك العديد من الانواع المختلفة من رحلات الطيران العالمية والتي تُديرها مختلف الطائرات ولشتى الصناعات والأغراض. المصطلح (أطول الرحلات الجوية) أكثر استخداماً للإشارة إلى الرحلات الجوية والتي تكون تجارية، ولنقل المسافرين ومنتظمة، حيث يتم نشر تفاصيل الطيران وتوفير التذاكر لغرض الشراء.

## أطول مسار حالي
بسبب عمومية هذه المطالبة فإن أطول رحلة جوية في وضع متنازع عليه. في حين إن المسافة بين مدينتين تكون ثابتة، إلا ان الطائرات لا تتبع مساراً مستقيماً وإنما ستقوم بضبط مسار الطيران وفقاً للرياح القادمة، والرياح الخلفية، أو ظواهر جوية أخرى وتجنب الطيران فوق بعض الدول بسبب سياستها أو الحرب.

### وفقاً لمسافة الدائرة العظمى
منذ التاسع من شهر تشرين الثاني عام 2020، فإن أطول رحلة منتظمة لنقل المسافرين والفعالة وحسب مسافة الدائرة العظمى هي رحلات الخطوط الجوية السنغافورية SQ23/SQ24 عن طريق استعمال طائرة من طراز إيرباص A350-900ULR من سنغافورة إلى مطار جون كينيدي في مدينة نيويورك في مسافة قدرها 15,349 الف كيلومتر ( 9,537 ميل : 8,288 ميل بحري ).
أطول رحلة منتظمة لنقل المسافرين على الإطلاق كانت تابعة لخطوط تاهيتي نوي الجوية TN64 وعن طريق استعمال طائرة من طراز بوينغ 787-9، حيث حلقت من دون توقف من مطار فا الدولي في مدينة بابيتي، تاهيتي إلى مطار شارل ديغول في باريس، حيث كانت المسافة تبلغ 15,715 كيلومتر ( 9,765 ميل : 8,485 ميل بحري ) في جدول زمني مدته 16 ساعة و 20 دقيقة. تم تشغيل هذا المسار من اذار إلى نيسان 2020.
تم تشغيل هذا المسار من قبل لكن مع توقف للتزود بالوقود في مطار لوس أنجلوس الدولي، حيث كان جميع المسافرين ينزلون من الطائرة وبالمرور عبر هيئة الجمارك وحماية الحدود في الولايات المتحدة قبل أن يصعدوا إلى الطائرة مرة ثانية ومتوجهين إلى باريس. مع ذلك، وبسبب قيود جائحة فيروس كورونا 19 والتي منعت المسافرين الأوروبيين من دخول الولايات المتحدة، فضلت هذه الخدمة على أن لا تتوقف في لوس أنجلوس خلال اوقات طيرانها في اذار-نيسان2020. أصبح المسار ممكنا بعد أن قامت الطائرات بتقليص عدد المسافرين لحوالي 150 راكب، والتي اقصت حاجة التزود بالوقود. سجل هذا المسار رقماً قياسياً لأطول رحلة طيران جوية داخلية في العالم، حيث إنها حلقت ما بين الأراضي الفرنسية.